# Tånga och Rögle
Den här artikeln handlar om tätorten Tånga och Rögle. För andra betydelser, se Rögle.
Tånga och Rögle är en tätort i Helsingborgs kommun i Skåne län. Tätorten omfattar de två sammanvuxna samhällena Tånga och Rögle och utgör tillsammans med de närliggande byarna Välinge och Utvälinge de så kallade "Tegelbyarna" som alla haft tegelbränning som central näring.

## Historia

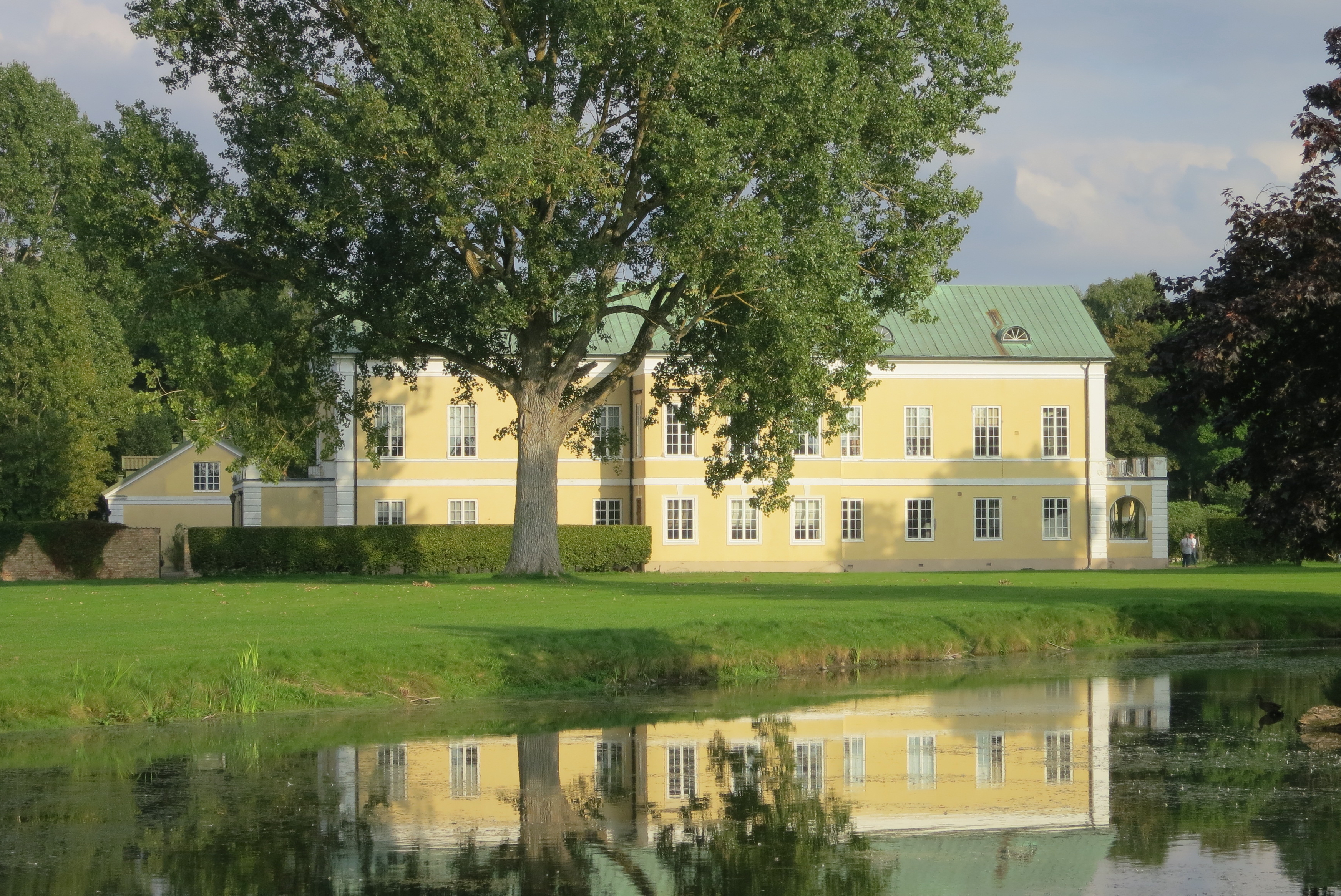
Rögle säteri.

Tånga har sitt ursprung i en medeltida by som dock kom att upplösas under enskiftet vid 1800-talets början. Ortnamnet har betydelsen udde och syftar troligen på ett utskjutande stycke jord omgivet av ett dike eller gärde. Vid slutet av 1800-talet började orten åter byggas ut och mycket av bebyggelsen härstammar från denna tid.
Rögle har fått sitt namn efter godset Rögle säteri, beläget något söder om orten, som omnämns för första gången år 1433. Namnet syftar på en långsträckt, låg förhöjning i landskapet. Den nuvarande orten började utvecklas på 1700-talet i och med att ett tegelbruk anlades på godsets marker. När Rögle säteri med det tillhörande tegelbruket år 1870 köptes upp av konsul Petter Olsson från Helsingborg började bebyggelsen utvecklas kraftigt. Genom Olssons försorg drogs även Skåne-Hallands järnväg förbi tegelbruket, vilken numera utgör en del av Västkustbanan. Rögle station var under denna tid den tredje största stationen på sträckan, räknat i godstransporter. Helsingborg handhöll 67 000 ton gods, Halmstad 25 000 ton och Rögle 21 000 ton. Stationen lades dock sedermera ner och stationshuset revs 1976–77.
När Statistiska centralbyrån utförde sin tätortsavgränsning år 2000 hade Tånga och Rögle vuxit ihop och klassades därefter som en gemensam tätort.

### Befolkningsutveckling
| Befolkningsutvecklingen i Tånga och Rögle 1960–2020 | Befolkningsutvecklingen i Tånga och Rögle 1960–2020 | Befolkningsutvecklingen i Tånga och Rögle 1960–2020 | Befolkningsutvecklingen i Tånga och Rögle 1960–2020 | Befolkningsutvecklingen i Tånga och Rögle 1960–2020 |
| --------------------------------------------------- | --------------------------------------------------- | --------------------------------------------------- | --------------------------------------------------- | --------------------------------------------------- |
|                                                     |                                                     |                                                     |                                                     |                                                     |
| År                                                  |                                                     |                                                     | Folkmängd                                           | Areal (ha)                                          |
| 1960                                                | 1960                                                |                                                     | 298                                                 |                                                     |
| 1965                                                | 1965                                                |                                                     | 291                                                 |                                                     |
| 1970                                                | 1970                                                |                                                     | 274                                                 |                                                     |
| 1975                                                | 1975                                                |                                                     | 263                                                 |                                                     |
| 1980                                                | 1980                                                |                                                     | 221                                                 |                                                     |
| 1990                                                | 1990                                                |                                                     | 197                                                 | 39#                                                 |
| 1995                                                | 1995                                                |                                                     | 197                                                 | 42#                                                 |
| 2000                                                | 2000                                                |                                                     | 226                                                 | 43                                                  |
| 2005                                                | 2005                                                |                                                     | 230                                                 | 43                                                  |
| 2010                                                | 2010                                                |                                                     | 223                                                 | 43                                                  |
| 2015                                                | 2015                                                |                                                     | 225                                                 | 69                                                  |
| 2020                                                | 2020                                                |                                                     | 242                                                 | 69                                                  |
| Anm.: Ej tätort 1990-2000. # Som småort.            |                                                     |                                                     |                                                     |                                                     |

## Samhället
Orten är belägen i kommunens norra del, strax söder om Skälderviken och väster om Vege å. Tånga och Rögles bebyggelse sträcker sig längs Röglevägen/Tångavägen. 
Rögle domineras i söder av bebyggelse i anknytning till det numera nerlagda tegelbruket. Brukets lokaler har omvandlats till Rögle industricenter som hyser ett antal olika företag. Strax söder om detta ligger ett par arbetarlängor i form av radhus och söder om dessa Wälinge Sparbanks gamla bankhus. I norr omges samhället av tre dammar som har sitt ursprung i lertag från tegelbruket. Bebyggelsen i samhället är ofta uppförd i tegelbrukets karakteristiska gula tegel. 
Bebyggelsen i Tånga består till övervägande del av villor eller gamla gårdshus längs Tångavägen, med en viss koncentration kring v-korsningen vid Rönhultsvägen. Tånga är mer öppet mot det omgivande åkerlandskapet, medan Rögle i större utsträckning omges av växtlighet.